# Теслярство

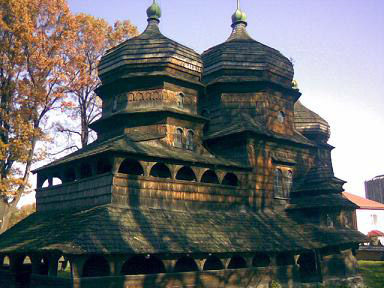
Дерев'яна церква святого Юра, Дрогобич

Тесля́рство — робота, заняття тесляра; ремесло або галузь деревообробної промисловості, яка займається виготовленням дерев'яних будівельних конструкцій (склепінь, підлог, стін, покрівельних перекриттів).

## Короткий опис
Теслярство — один із наймасовіших деревообробних промислів, головною метою якого є зведення житлових та інших споруд, господарських будівель тощо. Зрубані дерева обтесували здебільшого вручну різного виду сокирами й розпилювали на колоди. Уздовж колод знизу долотами видовбували поздовжні пази, а по кінцях — зарубки. За допомогою простого, але ефективного знаряддя — драчки (рід рейсмуса) — колоди щільно з'єднували у зруб.
Народними майстрами-теслями у XVII столітті було зведено багато унікальних споруд, зокрема відомий Новомосковський собор (без жодного цвяха), фортифікаційні козацькі укріплення, що викликали подив іноземних фахівців. Із поширенням в Україні заробітчанства сільські теслі й столяри, об'єднуючись в артілі, будували водяні млини та вітряки, зводили церкви, монастирі та інші монументальні споруди. Традиції народного теслярства і донині зберігаються у сільському будівництві.